# Кургинян, Шушаник
Шушани́к Кургиня́н (в девичестве Пополян; 18 (30) августа 1876, Александрополь — 24 ноября 1927, Ереван) — армянская поэтесса. Одна из основательниц армянской феминистской и пролетарской литературы.

## Биография

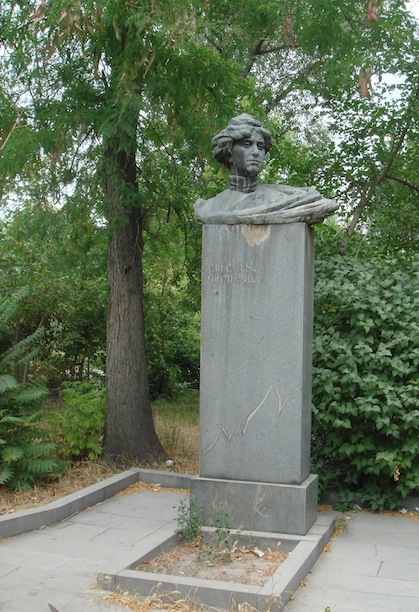
Могила Шушаник Кургинян

Шушаник Пополян родилась 18 (30) августа 1876 года в Александрополе (ныне Гюмри) в семье ремесленника. Посещала начальную школу для девочек при местном монастыре, училась в русской гимназии. В 21 год вышла замуж за Аршака Кургиняна, работавшего в лавке её отца. В 1903 году вместе с мужем переехала в Нахичевань-на-Дону, где Аршак открыл собственный магазин. С большим энтузиазмом встретила революцию 1905 года, поддерживала борьбу рабочего класса.
В 1920 году переехала во Владикавказ, основала там Армянский рабочий клуб им. С. Шаумяна. В 1921 году вернулась в родной Александрополь. В 1925 году из-за проблем со здоровьем была на лечении в Харькове и в Москве. Однако лечение не принесло существенных результатов, и она вернулась домой. В 1926 году, после землетрясения в Александрополе, переехала в Ереван. 24 ноября 1927 года умерла после тяжёлой болезни. Похоронена в Пантеоне имени Комитаса.
Поэт Аветик Исаакян так отзывался о ней: «в Шушаник было что-то таинственное — настоящая Сибилла, волшебница, пророчица: высокая, худая, нервная, в глазах фосфорический блеск, совершенно далекая от семейных забот».

## Творчество
Начала печататься в 1899 году в журнале «Тараз» («Мода», № 30). Во время революции 1905-1907 годов написала множество произведений, воспевающих борьбу пролетариата («Трезвон свободы», «Смело вперед», «Рабочие», «Туда идите», «Песня рабочего» и другие). После поражения революции написала ряд произведений, направленных против реакции и упадочничества, прославляла революционеров («На братской могиле», «Перед тюрьмой», «Красное шествие»). Реско высказывалась против самодержавия («Пусть под кровавым троном горит костёр»). В произведении «Отстрани свой крест» выступала против религии, как опоры власти. В произведении «Объединимся мы тоже» призывала к эмансипации женщин. Некоторые стихи Кургинян проникнуты настроениями любви и тоски по родине («Из осенних песен», «Нет Алагяза»).
В советских источниках приводятся различные мнения об отношении Кургинян к Октябрьской революции 1917 года. Литературная энциклопедия (1931) утверждает, что она не приняла эту революцию, и поэтому в послеоктябрьский период она писала сравнительно мало. В то же время Краткая литературная энциклопедия (1966) утверждает, что в 1920-е годы она написала ряд произведений, воспевающих достижения Октябрьской революции.

## Сочинения

### В русском переводе
- Антология армянской поэзии, М., 1940.

### На армянском языке
- Կուրղինյան Շ., Արշալույսի ղողանջները, Նոր-Նախիջևան, 1907.
- Երկերի ժողովածու, Երևան, 1947։